# ФК «Динамо» Москва в сезоне 1941
Сезон 1941 года  19-й в истории футбольного клуба «Динамо» Москва.
В нём команда приняла участие в чемпионате страны; после его прекращения и отмены запланированного розыгрыша кубка страны в связи с началом Великой Отечественной войны — в проводимых в середине и конце года кубке и чемпионате столицы.

## Общая характеристика выступления команды в сезоне
Перед началом нового сезона команда «Динамо», сохранившая прошлогодний состав и усилившаяся опытными вратарем Борисом Кочетовым и защитником Петром Киселёвым, а также еще совсем молодым, но уже проявившим свой талант Константином Бесковым, рассматривалась безусловным фаворитом чемпионата. В первых матчах команда выглядела очень сильно, выиграв с начала первенства пять матчей при одной ничьей (со «Спартаком»). Затем команда несколько притормозила, но на момент начала войны являлась лидером чемпионата.
Уже в июле были возобновлены соревнования команд мастеров в Москве - был проведен кубок столицы. В этом турнире динамовцы, полностью сохранившие, в отличие от многих соперников, мощный и сыгранный состав, практически не имели прооблем, выиграв четыре матча с общим счетом 43:0, в том числе и в финале (8:0 с командой ЗиФ). Такая же ситуация сложилась и в осеннем чемпионате Москвы, который также не удалось доиграть ввиду обострения военной обстановки на подступах к столице. Там динамовцы перед последним туром не потеряли ни одного очка и только теоретически могли лишиться победы в турнире.
Необходимо отметить, что футбольные выступления динамовцы проводили (как и все прочие футболисты) в свободные часы от весьма напряженной службы в частях НКВД по охране объектов, патрулированию и дежурству на крышах во время бомбежек, осуществлению сопроводительных и эвакуационных мероприятий и т.п.

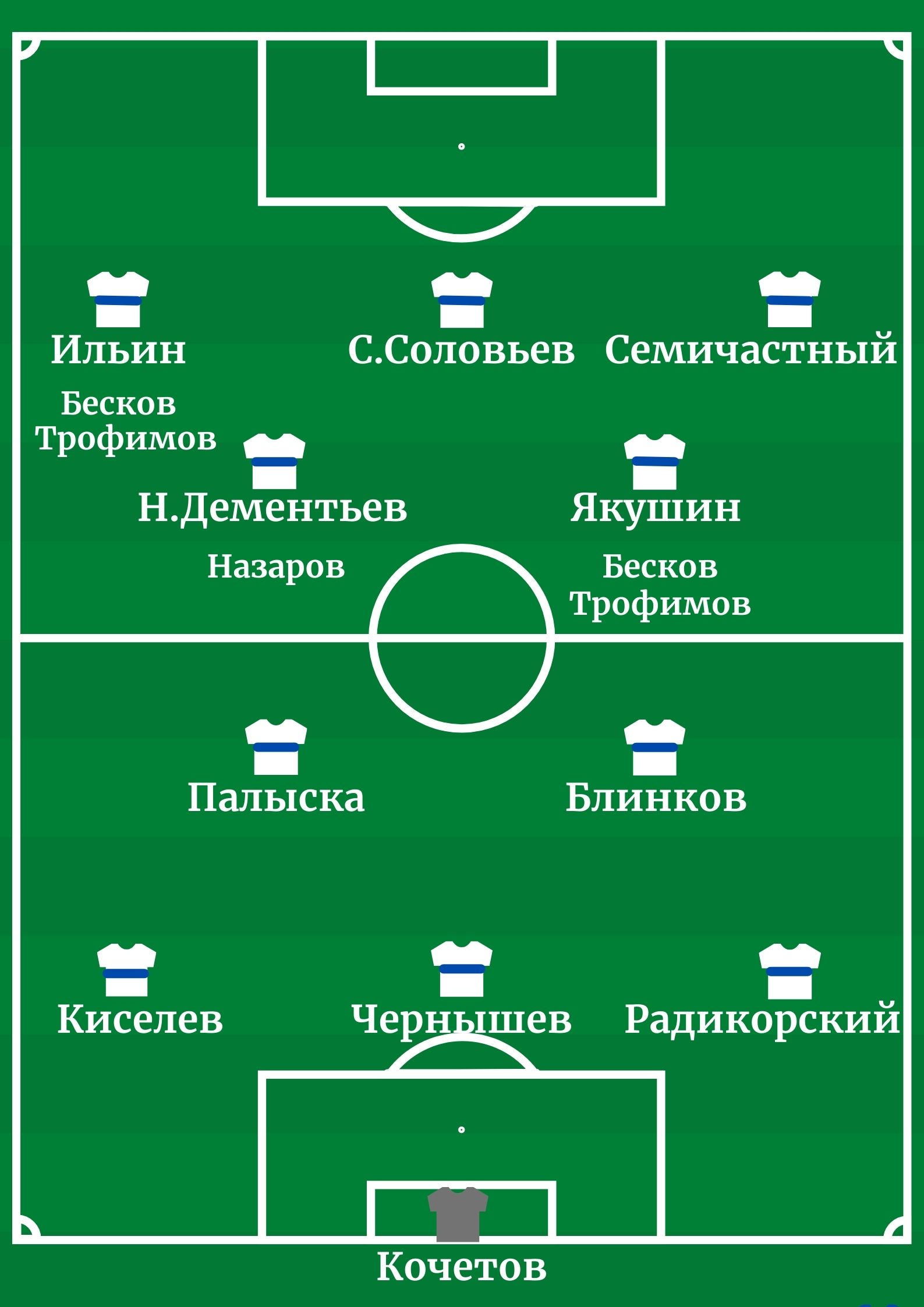

## Команда

### Состав
| Игрок                | Дата рождения   | Сезон в «Динамо» | Бывший клуб            |
| Вратарь              | Вратарь         | Вратарь          | Вратарь                |
| -------------------- | --------------- | ---------------- | ---------------------- |
| Борис Кочетов        | 26 августа 1914 | 1                | «Торпедо» Москва       |
| Защитники            |                 |                  |                        |
| Всеволод Радикорский | 3 октября 1915  | 4                | «Динамо» (клубная)     |
| Аркадий Чернышев     | 16 марта 1914   | 6                | «Серп и Молот»         |
| Петр Киселёв         | 28 января 1909  | 1                | «Металлург» Москва     |
| Иван Станкевич       | 11 апреля 1914  | 2                | «Локомотив» Москва     |
| Полузащитники        |                 |                  |                        |
| Всеволод Блинков     | 10 декабря 1918 | 2                | «Динамо» Новосибирск   |
| Николай Палыска      | 14 июля 1912    | 2                | «Металлург» Москва     |
| Валерий Бехтенев     | 21 декабря 1914 | 3                | «Динамо» Ростов        |
| Нападающие           |                 |                  |                        |
| Михаил Семичастный   | 5 декабря 1910  | 6                | ЦДКА                   |
| Михаил Якушин        | 15 ноября 1910  | 9                | СКиГ                   |
| Сергей Соловьев      | 9 марта 1915    | 2                | «Динамо» Ленинград     |
| Николай Дементьев    | 27 июля 1915    | 2                | «Динамо» Ленинград     |
| Сергей Ильин         | 2 июля 1906     | 11               | ЦДКА                   |
| Константин Бесков    | 18 ноября 1920  | 1                | «Металлург» Москва     |
| Василий Трофимов     | 7 января 1919   | 3                | «Динамо-ТК №1» Болшево |
| Александр Назаров    | 26 июля 1915    | 4                | «Динамо» (клубная)     |

### Изменения в составе
| Поз | Игрок             | Прежний клуб       |
| --- | ----------------- | ------------------ |
| В   | Борис Кочетов     | «Торпедо» Москва   |
| З   | Петр Киселёв      | «Металлург» Москва |
| Н   | Константин Бесков | «Металлург» Москва |

| Поз | Игрок              | Новый клуб         |
| --- | ------------------ | ------------------ |
| В   | Евгений Фокин      | «Динамо» (клубная) |
| В   | Николай И.Медведев | «Динамо» (клубная) |
| В   | Николай Бычков     | «Динамо» (клубная) |
| З   | Николай С.Медведев | «Динамо» (клубная) |
| П   | Алексей Лапшин     | «Динамо» (клубная) |
| П   | Гавриил Качалин    | «Динамо» (клубная) |
| П   | Евгений Елисеев    | «Динамо» (клубная) |
| П   | Николай Поставнин  | «Динамо» (клубная) |
| Н   | Алексей Пономарёв  | «Динамо» (клубная) |

## Официальные матчи

### Чемпионат СССР 1941
Число участников — 15. Система розыгрыша — «круговая» в два круга. На момент прекращения первенства команда «Динамо» Москва делила 1-2 места.
| 2 мая Ч 1 (105) | «Динамо» Москва                                          | 4:0     | «Спартак» Одесса | Одесса                                                                        |
| | - Ильин 63′ - Палыска 72′ - Дементьев 78′ - Соловьев 79′ | (отчёт) |                  | Стадион: Парк КиО им.Т.Г.Шевченко Зрителей: 25 000 Судья: Т.Сошенко (Харьков) |
| «Динамо» Москва: Кочетов - Радикорский, Чернышев, Киселёв - Блинков, Палыска - Семичастный, Бесков (72' Трофимов), Соловьев, Дементьев, Ильин «Спартак» Одесса: Набоков - Тимаков, Табачковский, Пуховский - Брагин , Токарь - Гончаренко, П.Щербаков (69' Чаплыгин), Васин, Л.Орехов, А.Шацкий |                                                          |         |                  |                                                                               |

| 7 мая Ч 2 (106) | «Динамо» Москва              | 2:1     | «Профсоюзы-I»   | Москва                                                       |
| | - Соловьев 19′ - Палыска 51′ | (отчёт) | - 17′ Проворнов | Стадион: «Динамо» Зрителей: 40 000 Судья: С.Демидов (Москва) |
| «Динамо» Москва: Кочетов - Радикорский, Чернышев, Киселёв - Блинков, Палыска - Семичастный, Бесков (46' Трофимов), Соловьев, Дементьев, Ильин «Профсоюзы-I»: Головкин - Чернов, Г.Иванов, Рёмин - А.Ржевцев, Н.Ильин - Балаба, М.Степанов, Пономарев , Проворнов (68' Яковлев), Проценко |                              |         |                 |                                                              |

| 10 мая Ч 3 (107) | «Динамо» Москва                          | 3:1     | «Динамо» Ленинград | Москва                                                        |
| | - Ильин 51′ - Палыска 75′ - Трофимов 82′ | (отчёт) | - 54′ Лотков       | Стадион: «Динамо» Зрителей: 40 000 Судья: А.Гоготов (Харьков) |
| «Динамо» Москва: Кочетов - Радикорский, Чернышев, Киселёв - Блинков, Палыска - Семичастный, Трофимов, Соловьев, Дементьев, Ильин «Динамо» Ленинград: Василенко - Забелин, Алов, П.Сычев - Вал.Федоров , В.Лемешев - Сазонов, А.И.Федоров, Бизюков, Викторов, Лотков |                                          |         |                    |                                                               |

| 18 мая Ч 4 (108) | «Динамо» Москва | 1:1     | «Спартак» Москва | Москва                                                          |
| | - Ильин 50′     | (отчёт) | - 48′ В.Степанов | Стадион: «Динамо» Зрителей: 80 000 Судья: Е.Стрепихеев (Москва) |
| «Динамо» Москва: Кочетов - Радикорский, Чернышев, Киселёв - Блинков, Палыска - Семичастный, Якушин (65' Трофимов), Соловьев, Дементьев, Ильин «Спартак» Москва: Леонтьев - Малинин, Кочетков, Вас. Соколов - Тучков, Н.Морозов- II - Климов (46' А.Соколов), В.Степанов , Н.Гуляев, Рязанцев, Корнилов |                 |         |                  |                                                                 |

| 21 мая Ч 5 (109) | «Динамо» Москва                                                                  | 7:0     | «Спартак» Харьков | Москва                                                       |
| | - Дементьев 40′ 82′ - Соловьев 44′ 54′ (пен.) 57′ - Семичастный 49′ - Бесков 85′ | (отчёт) |                   | Стадион: «Динамо» Зрителей: 15 000 Судья: Н.Усов (Ленинград) |
| «Динамо» Москва: Кочетов - Радикорский, Чернышев, Киселёв - Блинков, Палыска - Семичастный, Якушин , Соловьев, Дементьев, Трофимов (46' Бесков) «Спартак» Харьков: Кулинченко (60' Маховский) - Шевцов, Ищенко, Вас.Иванов - Рогозянский , Головин - Андреенко, В.Макаров, В.Гусаров, Горохов, Нинуа |                                                                                  |         |                   |                                                              |

| 25 мая Ч 6 (110) | «Динамо» Москва                                                | 5:2     | Команда Красной Армии            | Москва                                                       |
| | - Бесков 10′ 44′ - Якушин 25′ - Соловьев 28′ - Семичастный 38′ | (отчёт) | - 9′ А.Виноградов - 63′ М.Орехов | Стадион: «Динамо» Зрителей: 80 000 Судья: К.Терехов (Москва) |
| «Динамо» Москва: Кочетов - Радикорский, Чернышев, Киселёв - Блинков, Палыска - Семичастный, Якушин (70' Трофимов), Соловьев, Дементьев, Бесков Команда Красной Армии: Никаноров - Пинаичев, Лясковский , Калинин - Шлычков, А.Виноградов - Гринин, Щербатенко, Капелькин, Николаев, М.Орехов |                                                                |         |                                  |                                                              |

| 5 июн Ч 7 (111) | «Динамо» Москва | 0:2     | «Стахановец»               | Москва                                                          |
| |                 | (отчёт) | - 30′ Наумов - 78′ Путятов | Стадион: «Динамо» Зрителей: 20 000 Судья: И.Аверкин (Ленинград) |
| «Динамо» Москва: Кочетов - Радикорский, Чернышев, Киселёв - Блинков, Палыска - Семичастный, Якушин , Соловьев, Назаров, Бесков «Стахановец»: Власенко - Мазанов , Н.Кузнецов, Бикезин - И.Смагин, Загрецкий - Смыслов, Юрченко, Наумов, Н.Исаев, Несмеха (46' Путятов) |                 |         |                            |                                                                 |

| 10 июн Ч 8 (112) | «Динамо» Москва                     | 3:2     | «Динамо» Минск                          | Минск                                                           |
| | - Семичастный 10′ 25′ - Назаров 41′ | (отчёт) | - 85′ Панфилов - 87′ (авт.) Радикорский | Стадион: «Динамо» Зрителей: 10 000 Судья: Е.Стрепихеев (Москва) |
| «Динамо» Москва: Кочетов - Радикорский, Чернышев, Киселёв - Блинков, Палыска - Семичастный, Якушин , Соловьев, Назаров, Бесков «Динамо» Минск: Дорохов (46' Квасников) – Никульцев, Л.Соловьев , Волков - Чолокян, Коробко - В.Пономарев, Панфилов, Абрамов, Балясов, Зиновьев |                                     |         |                                         |                                                                 |

| 14 июн Ч 9 (113) | «Динамо» Москва             | 2:2     | «Профсоюзы-II»             | Москва                                                       |
| | - Соловьев 25′ - Якушин 60′ | (отчёт) | - 62′ Вахлаков - 90′ Кузин | Стадион: «Динамо» Зрителей: 25 000 Судья: К.Терехов (Москва) |
| «Динамо» Москва: Кочетов - Радикорский, Чернышев, Киселёв - Блинков, Палыска - Семичастный, Якушин , Соловьев, Назаров, Бесков (65' Трофимов) «Профсоюзы-II»: Разумовский - Карелин, Мошкаркин , Краузе - Алешин, Сиземов - Митронов, Вахлаков, Бабич, Кузин, Теренков |                             |         |                            |                                                              |

| 19 июн Ч 10 (114) | «Динамо» Москва                   | 1:1     | «Трактор»               | Москва                                                        |
| | - Якушин 34′ - Соловьев 60'(пен.) | (отчёт) | - 56′ (пен.) В.Ливенцев | Стадион: «Динамо» Зрителей: 30 000 Судья: Т.Сошенко (Харьков) |
| «Динамо» Москва: Кочетов - Радикорский, Чернышев, Киселёв - Блинков, Палыска - Семичастный, Якушин , Соловьев, Назаров, Бесков (46' Трофимов) «Трактор»: Ермасов, Беликов , Рудин, Плонский - Ал.Григорьев, В.Макаров - Папков, В.Ливенцев, Шеремет, Динер (72' Покровский), В.Матвеев |                                   |         |                         |                                                               |

#### Турнирная таблица на момент остановки розыгрыша[3]
| М   | Команда            | И  | В | Н | П | Мячи    | ±   | О  |
| --- | ------------------ | -- | - | - | - | ------- | --- | -- |
| 1-2 | «Динамо» Москва    | 10 | 6 | 3 | 1 | 28 − 12 | +16 | 15 |
| 1-2 | «Динамо» Тбилиси   | 10 | 6 | 3 | 1 | 22 − 13 | +9  | 15 |
| 3   | «Динамо» Ленинград | 11 | 5 | 4 | 2 | 20 − 11 | +9  | 14 |
| 4   | «Трактор»          | 12 | 3 | 7 | 2 | 16 − 16 | 0   | 13 |

И — игры, В — выигрыши, Н — ничьи, П — проигрыши, Мячи — забитые и пропущенные голы, ± — разница голов, О — очки

### Кубок Москвы
Число участников — 32. Система розыгрыша — «олимпийская». Победитель — «Динамо» Москва.
| 3 авг КМ 1 (134) | «Динамо» Москва                                            | 21:0    | «Зенит-2» | Москва                                               |
| | - Соловьев - Дементьев - Якушин - Ильин - Палыска - Бесков | (отчёт) |           | Стадион: «Сталинец» Зрителей: 10 000 Судья: Н.Павлов |
| «Динамо» Москва: Кочетов - Радикорский, Чернышев, Киселёв - Блинков, Палыска - Семичастный (46' Бесков), Якушин , Соловьев, Дементьев, Ильин |                                                            |         |           |                                                      |

| 10 авг КМ 2 (135) 1/4 финала | «Динамо» Москва                                                 | 13:0    | «Родина» | Москва                                    |
| | - Соловьев - Семичастный - Ильин - Дементьев - Блинков - Якушин | (отчёт) |          | Стадион: «Динамо» (малый) Зрителей: 7 000 |
| «Динамо» Москва: Кочетов - Радикорский, Чернышев, Киселёв - Блинков, Палыска - Семичастный (46' Бесков), Якушин , Соловьев, Дементьев, Ильин |                                                                 |         |          |                                           |

| 17 авг КМ 3 (136) 1/2 финала | «Динамо» Москва | 1:0     | «Торпедо» | Москва                                                      |
| | - Дементьев 57′ | (отчёт) |           | Стадион: «Динамо» (малый) Зрителей: 10 000 Судья: К.Терехов |
| «Динамо» Москва: Кочетов - Радикорский, Чернышев, Киселёв - Блинков, Палыска - Семичастный, Якушин , Соловьев, Дементьев, Ильин «Торпедо»: Акимов - Мошкаркин, 3агрецкий, Ремин - В.Маслов, Н. Морозов-II - Балаба, Г. Жарков, Пономарев, Кузин, Яковлев |                 |         |           |                                                             |

| 31 авг КМ 4 (137) финал | «Динамо» Москва                                                              | 8:0     | ЗиФ | Москва                                                      |
| | - Ильин 14′ - Соловьев 42′ 63′ 75′ - Дементьев 52′ 80′ - Семичастный 59′ 70′ | (отчёт) |     | Стадион: «Динамо» (малый) Зрителей: 10 000 Судья: К.Терехов |
| «Динамо» Москва: Кочетов - Радикорский, Чернышев, Киселёв - Блинков, Палыска - Семичастный, Якушин , Соловьев, Дементьев, Ильин ЗиФ: Архаров - Алешин, Чернов, Карелин - Громов, В.Егоров - Беляков, Ратников, Осьминкин, Марушкин, Енушков |                                                                              |         |     |                                                             |

### Чемпионат Москвы
Число участников — 8. Система розыгрыша — «круговая» в один круг. На момент прекращения первенства команда «Динамо» Москва занимала 1 место.
| 7 сен ЧМ 1 (138) | «Динамо» Москва                                    | 20:0    | «Красная Роза» | Москва                                                   |
| | - Соловьев - Бесков - Якушин - Ильин - Семичастный | (отчёт) |                | Стадион: «Динамо» (малый) Зрителей: 2 000 Судья: Н.Мохов |
| «Динамо» Москва: Кочетов - Радикорский, Чернышев, Станкевич - Блинков, Палыска - Семичастный (46' Трофимов), Якушин , Соловьев, Бесков, Ильин |                                                    |         |                |                                                          |

| 14 сен ЧМ 2 (139) | «Динамо» Москва                   | 3:2     | «Крылья Советов»              | Москва                                                     |
| | - Соловьев 10′ 65′ - Бехтенев 20′ | (отчёт) | - 36′ Смыслов - 42′ В.Семенов | Стадион: «Динамо» (малый) Зрителей: 5 000 Судья: И.Широков |
| «Динамо» Москва: Кочетов - Радикорский, Блинков, Киселёв - Бехтенев, Палыска - Семичастный, Якушин , Соловьев, Дементьев, Ильин «Крылья Советов»: Леонтьев - Холодков, Вас.Соколов, Савицкий - Б.Соколов, С.Артемьев - Смыслов, Климов, В.Семенов, Тимаков, Н.Исаев |                                   |         |                               |                                                            |

| 21 сен ЧМ 3 (140) | «Динамо» Москва        | 3:1     | ЗиФ            | Москва                                                     |
| | - Соловьев 18′ 36′ 66′ | (отчёт) | - 14′ Ратников | Стадион: «Динамо» (малый) Зрителей: 5 000 Судья: К.Терехов |
| «Динамо» Москва: Кочетов - Радикорский, Чернышев, Киселёв - Блинков, Палыска - Семичастный, Якушин , Соловьев, Дементьев (46' Назаров), Ильин ЗиФ: Архаров - Алешин, Чернов, Карелин - Громов, В.Егоров - Ратников, Беляков, Осьминкин, Марушкин, Енушков |                        |         |                |                                                            |

| 28 сен ЧМ 4 (141) | «Динамо» Москва                           | 3:1     | «Зенит»                            | Москва                                               |
| | - Назаров 50′ - Соловьев 52′ - Бесков 76′ | (отчёт) | - 28′ Красавин - 60'(пен.) Глазков | Стадион: Кожкомбината Зрителей: 3 000 Судья: Н.Мохов |
| «Динамо» Москва: Кочетов - Радикорский, Чернышев, Киселёв - Блинков (~70' Бесков), Палыска - Семичастный, Якушин , Соловьев, Назаров, Ильин · «Зенит»: Хитров - Вик.Соколов, Тучков, Астраханцев - Пухов, Рязанцев - Красавин, Глазков, А.Соколов, В.Степанов , Корнилов |                                           |         |                                    |                                                      |

| 5 окт ЧМ 5 (142) | «Динамо» Москва                                                       | 7:1     | «Спартак»   | Москва                                                      |
| | - Соловьев 18′ 36′ 51′ - Блинков 65′ - Бесков 72′ - Дементьев 75′ 84′ | (отчёт) | - 25′ Щагин | Стадион: «Динамо» (малый) Зрителей: 10 000 Судья: К.Терехов |
| «Динамо» Москва: Кочетов - Радикорский, Чернышев, Киселёв - Блинков, Палыска - Семичастный, Якушин , Соловьев, Дементьев, Бесков «Спартак»: Кюзис - Ал.Старостин, Ан.Старостин , Леута - Малинин, Б.Степанов - Н.Старостин, Габовский, Волянин, П.Старостин, Щагин |                                                                       |         |             |                                                             |

| 12 окт ЧМ 6 (143) | «Динамо» Москва                                                | 21:2    | «Старт» | Москва                                    |
| | - Соловьев - Дементьев - Семичастный - Бесков - Якушин - Ильин | (отчёт) |         | Стадион: «Динамо» (малый) Зрителей: 3 000 |
| «Динамо» Москва: Кочетов - Радикорский, Чернышев, Станкевич - Блинков, Палыска - Семичастный, Якушин , Соловьев, Дементьев, Бесков (60' Ильин) |                                                                |         |         |                                           |

#### Турнирная таблица на момент остановки розыгрыша[10]
| М | Команда          | И | В | Н | П | Мячи   | ±   | О  |
| - | ---------------- | - | - | - | - | ------ | --- | -- |
| 1 | «Динамо»         | 6 | 6 | 0 | 0 | 57 − 7 | +50 | 12 |
| 2 | «Торпедо»        | 6 | 5 | 0 | 1 | 34 − 6 | +28 | 10 |
| 3 | ЗиФ              | 5 | 3 | 0 | 2 | 12 − 9 | +3  | 6  |
| 4 | «Крылья Советов» | 5 | 3 | 0 | 2 | 9 − 8  | +1  | 6  |

И — игры, В — выигрыши, Н — ничьи, П — проигрыши, Мячи — забитые и пропущенные голы, ± — разница голов, О — очки

## Товарищеские игры

#### Предсезонные игры
| 6 апр ТМ 1 | «Динамо» Москва | 6:0     | ЗиС Таганрог | Гагры |
|            |                 | (отчёт) |              |       |

| 10 апр ТМ 2 | «Динамо» Москва | 3:1     | «Динамо» Батуми | Батуми            |
| |                 | (отчёт) |                 | Стадион: «Динамо» |
| «Динамо» Москва: Кочетов - Радикорский, Чернышев, Киселёв - Качалин, Палыска - Семичастный, Якушин , Соловьев, Дементьев, Ильин |                 |         |                 |                   |

| 13 апр ТМ 3 | «Динамо» Москва | 0:0     | «Динамо» Тбилиси | Тбилиси                                       |
| |                 | (отчёт) |                  | Стадион: «Динамо» Судья: И.Привалов (Харьков) |
| «Динамо» Москва: Кочетов - Радикорский, Чернышев, Киселёв - Блинков, Палыска - Семичастный, Бесков, Соловьев, Дементьев, Ильин «Динамо» Тбилиси: Ткебучава - А.Пехлеваниди, Фролов, Кикнадзе - М.Бердзенишвили, Джорбенадзе - Т.Гавашели, Панюков, Пайчадзе , Бережной, Харбедия |                 |         |                  |                                               |

| 15 апр ТМ 4 | «Динамо» Москва | 1:0     | «Динамо» Баку | Баку              |
| | - Дементьев 57′ | (отчёт) |               | Стадион: «Динамо» |
| «Динамо» Москва: Кочетов - Радикорский, Чернышев, Киселёв - Блинков, Палыска - Семичастный, Бесков, Соловьев, Дементьев, Трофимов |                 |         |               |                   |

| 18 апр ТМ 5 | «Динамо» Москва                                                                                       | 9:0     | «Динамо» Днепропетровск | Днепропетровск    |
| | - Трофимов 6′ 78′ - Якушин 32′ - Соловьев 46′ 62′ - Семичастный 56′ - Качалин 65′ - Дементьев 74′ 75′ | (отчёт) |                         | Стадион: «Динамо» |
| «Динамо» Москва: Кочетов - Радикорский, Чернышев, Киселёв - Качалин, Палыска - Семичастный, Якушин , Соловьев, Дементьев, Трофимов | |         |                         |                   |

#### Турне в Ригу
| 28 мая ТМ 6 | «Динамо» Москва                                          | 5:1     | «Динамо» Рига | Рига                                                         |
| | - Соловьев 13′ 85′ - Дементьев 68′ 87′ - Семичастный 73′ | (отчёт) | - 19′ Фишерс  | Стадион: «Динамо» Зрителей: 15 000 Судья: С.Демидов (Москва) |
| «Динамо» Москва: Фокин - Радикорский, Чернышев, Киселёв - Блинков, Палыска - Семичастный, Якушин , Соловьев, Дементьев, Бесков «Динамо» Рига: Хальдеевс (~74' Бриедис) - Конс, Славишенс, Маргерс - Крупчс, Петерсонс - Фишерс, Егерс, М.Левитанус, Фрейманис, Гарберс (46' Клавс) |                                                          |         |               |                                                              |

#### Товарищеский матч
| 1 июн ТМ 7 | «Динамо» Москва                                       | 4:0     | «Динамо» Таллин | Москва                                         |
| | - Соловьев 1′ 17′ - Семичастный 3:0′ - Дементьев 4:0′ | (отчёт) |                 | Стадион: «Динамо» Судья: Е.Стрепихеев (Москва) |
| «Динамо» Москва: Фокин - Радикорский, Чернышев, Киселёв - Блинков, Палыска - Семичастный, Якушин , Соловьев, Дементьев, Бесков «Динамо» Таллин: Каарп - Тэпп, Неерис , Пиизанг - Матсала, Кевинау - Ууккиви, Рудов, Куремаа, Вейдеман, Касс |                                                       |         |                 |                                                |

#### Матчи команды мастеров в чемпионате Москвы (весна)[12]
| 6 июл ТМ 8 | «Динамо» Москва                                 | 7:0     | «Торпедо» | Москва                    |
| | - Дементьев - Соловьев (пен.) - Семичастный 50′ | (отчёт) |           | Стадион: «Динамо» (малый) |
| «Динамо» Москва: Кочетов - Радикорский, Чернышев, Киселёв - Блинков, Палыска - Семичастный, Якушин , Соловьев, Дементьев, Трофимов «Торпедо»: Акимов - Мошкаркин, В.Маслов, Орлов - Лобиков, Н.Морозов-II - Балаба, Проценко, Митронов, Кузин, Яковлев |                                                 |         |           |                           |

| 13 июл ТМ 9 | «Динамо» Москва                                                        | 6:4     | «Старт»                                               | Москва           |
| | - Соловьев 23′ 5:1′ - Якушин 24′ 6:2′ - Палыска 26′ - Семичастный 4:1′ | (отчёт) | - 28′ 6:3′ Алексеев - 5:2′ Фельдмахер - 6:4′ Батраков | Стадион: «Старт» |
| «Динамо» Москва: Кочетов - Радикорский, Чернышев, Киселёв - Блинков, Палыска - Семичастный, Якушин , Соловьев, Дементьев, Бесков |                                                                        |         |                                                       |                  |

| 20 июл ТМ 3 | «Динамо» Москва | 1:1     | «Зенит»   | Москва        |
| | - Назаров       | (отчёт) | - Глазков | Стадион: ЦДКА |
| «Динамо» Москва: Кочетов - Радикорский, Чернышев, Киселёв - Блинков, Палыска - Семичастный, Назаров, Соловьев, Дементьев, Ильин |                 |         |           |               |

## Статистика сезона

### Игроки и матчи
| Игрок                | Чемпионат       | Чемпионат | Первенства Москвы | Первенства Москвы | Итого           | Итого   | ТМ              | ТМ      | Всего Чемпионат | Всего Чемпионат | Всего Кубок     | Всего Кубок | Всего           | Всего   | Всего международные матчи | Всего международные матчи |
| Игрок                | Вышел на замену | Гол       | Вышел на замену   | Гол               | Вышел на замену | Гол     | Вышел на замену | Гол     | Вышел на замену | Гол             | Вышел на замену | Гол         | Вышел на замену | Гол     | Вышел на замену           | Гол                       |
| Вратарь              | Вратарь         | Вратарь   | Вратарь           | Вратарь           | Вратарь         | Вратарь | Вратарь         | Вратарь | Вратарь         | Вратарь         | Вратарь         | Вратарь     | Вратарь         | Вратарь | Вратарь                   | Вратарь                   |
| -------------------- | --------------- | --------- | ----------------- | ----------------- | --------------- | ------- | --------------- | ------- | --------------- | --------------- | --------------- | ----------- | --------------- | ------- | ------------------------- | ------------------------- |
| Борис Кочетов        | 10              | (-12)     | 10                | (-7)              | 20              | (-19)   | 7               | (-6)    | 10              | (-12)           |                 |             | 20              | (-19)   |                           |                           |
| Защитники            |                 |           |                   |                   |                 |         |                 |         |                 |                 |                 |             |                 |         |                           |                           |
| Всеволод Радикорский | 10              |           | 10                |                   | 20              |         | 9               |         | 66              |                 | 2               |             | 78              |         | 1                         |                           |
| Аркадий Чернышев     | 10              |           | 9                 |                   | 19              |         | 9               |         | 84              | 1               | 7               |             | 100             | 1       | 3                         |                           |
| Петр Киселёв         | 10              |           | 9                 |                   | 19              |         | 9               |         | 10              |                 |                 |             | 19              |         |                           |                           |
| Иван Станкевич       |                 |           | 1                 |                   | 1               |         |                 |         | 23              |                 |                 |             | 24              |         | 1                         |                           |
| Полузащитники        |                 |           |                   |                   |                 |         |                 |         |                 |                 |                 |             |                 |         |                           |                           |
| Всеволод Блинков     | 10              |           | 10                | 2                 | 20              | 2       | 7               |         | 18              |                 |                 |             | 28              | 2       |                           |                           |
| Николай Палыска      | 10              | 3         | 10                | 1                 | 20              | 4       | 9               | 1       | 26              | 4               |                 |             | 36              | 5       | 1                         |                           |
| Валерий Бехтенев     |                 |           | 1                 | 1                 | 1               | 1       |                 |         | 15              | 2               |                 |             | 16              | 3       |                           |                           |
| Нападающие           |                 |           |                   |                   |                 |         |                 |         |                 |                 |                 |             |                 |         |                           |                           |
| Михаил Семичастный   | 10              | 4         | 10                | 8                 | 20              | 12      | 9               | 5       | 97              | 52              | 8               | 7           | 115             | 67      | 4                         | 4                         |
| Михаил Якушин (17)   | 7               | 3         | 10                | 8                 | 17              | 11      | 7               | 3       | 95              | 44              | 9               | 2           | 137             | 65      | 4                         | 3                         |
| Сергей Соловьев      | 10              | 7         | 10                | 46                | 20              | 53      | 9               | 10      | 34              | 28              |                 |             | 44              | 74      | 1                         |                           |
| Николай Дементьев    | 6               | 3         | 8                 | 17                | 14              | 20      | 9               | 7       | 27              | 18              |                 |             | 35              | 35      | 1                         | 1                         |
| Сергей Ильин (3)     | 4               | 3         | 9                 | 7                 | 13              | 10      | 3               |         | 104             | 49              | 9               | 9           | 176             | 106     | 4                         | 2                         |
| Константин Бесков    | 8               | 3         | 6                 | 9                 | 14              | 12      | 5               |         | 8               | 3               |                 |             | 14              | 12      |                           |                           |
| Василий Трофимов     | 8               | 1         | 1                 |                   | 9               | 1       | 2               | 2       | 29              | 5               |                 |             | 30              | 5       |                           |                           |
| Александр Назаров    | 4               | 1         | 2                 | 1                 | 6               | 2       | 1               | 1       | 33              | 17              |                 |             | 35              | 18      |                           |                           |

### Личные и командные достижения
Динамовцы в списке 33 лучших футболистов
| Турнир            | Игрок                                        | Вышел на замену | Игрок              | Гол |
| ----------------- | -------------------------------------------- | --------------- | ------------------ | --- |
| Сезоны в клубе    | Василий Павлов                               | 13              |                    |     |
| Официальные матчи | Сергей Ильин                                 | 176             | Сергей Иванов      | 108 |
| Чемпионат         | Сергей Ильин                                 | 104             | Михаил Семичастный | 52  |
| Кубок             | Сергей Ильин, Михаил Якушин, Василий Смирнов | 9               | Сергей Ильин       | 9   |

Достижения в сезоне

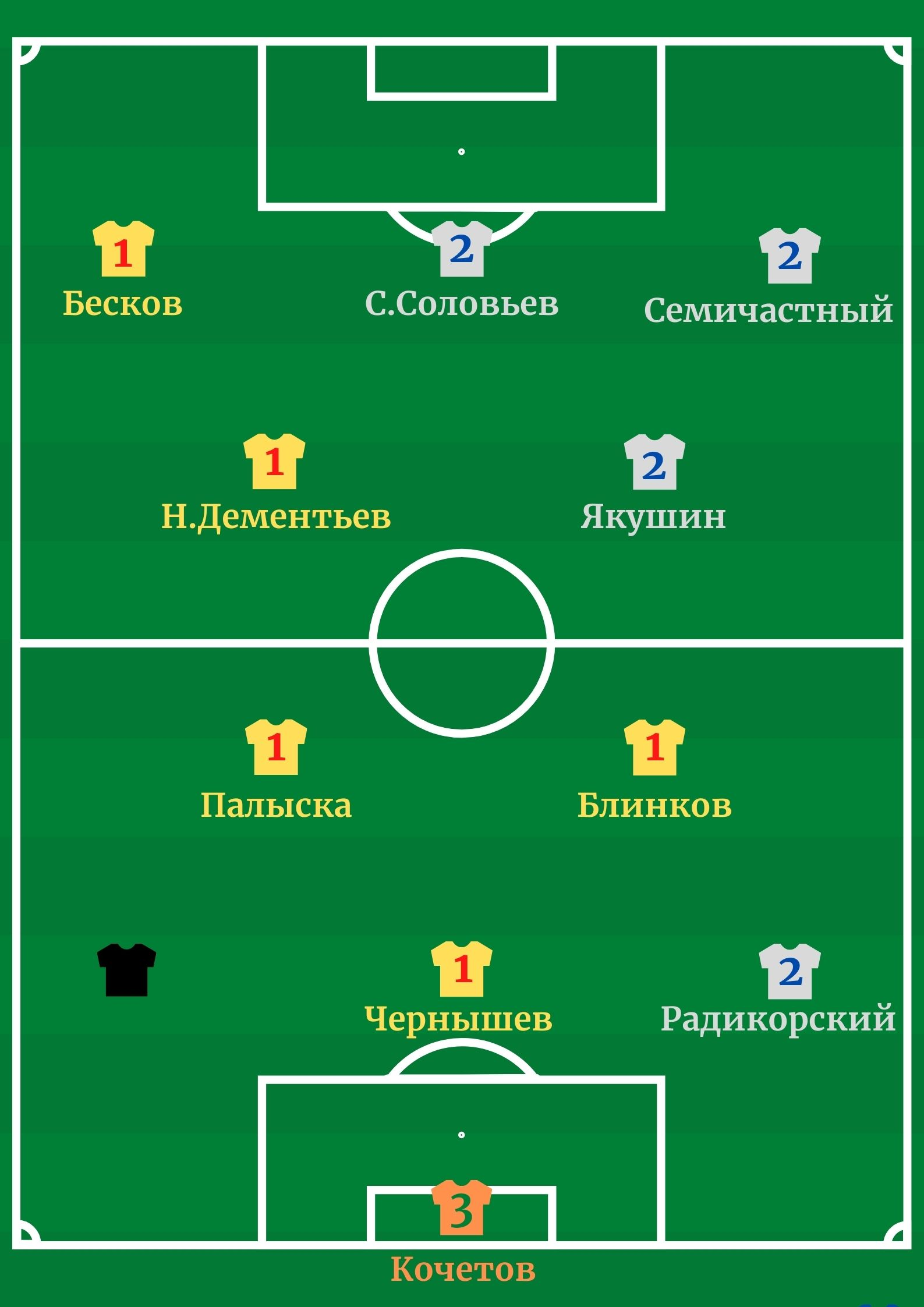

- Сергей Ильин провел свой 11-й сезон за «Динамо»
- Михаил Семичастный и Аркадий Чернышев сыграли 100-е матчи за «Динамо»
- Сергей Ильин забил 100-й мяч в официальных матчах
- Михаил Семичастный первым забил 50-й мяч в чемпионатах СССР
- Сергей Соловьев сделал «хет-трик» в матче чемпионата; в чемпионате и кубке столицы этого сезона он сделал  еще семь «хет-триков»